# Байтуркмен
Байтуркме́н (укр. Байтуркмен, крымскотат. Bay Türkmen, Бай Тюркмен) — исчезнувшее село в Нижнегорском районе Республики Крым, располагавшееся на северо-востоке района, в степном Крыму, у самой границы с Советским районом примерно в 3 км к северу от современного села Ровенка Советского района.

## История
Первое документальное упоминание села встречается в Камеральном Описании Крыма… 1784 года, судя по которому, в последний период Крымского ханства Байте Римен входил в Кучук Карасовский кадылык Карасъбазарскаго каймаканства.После присоединения Крыма к России (8) 19 апреля 1783 года, (8) 19 февраля 1784 года, именным указом Екатерины II сенату, на территории бывшего Крымского Ханства была образована Таврическая область и деревня была приписана к Левкопольскому, а после ликвидации в 1787 году Левкопольского — к Феодосийскому уезду Таврической области. После Павловских реформ, с 1796 по 1802 год, входила в Акмечетский уезд Новороссийской губернии. По новому административному делению, после создания 8 (20) октября 1802 года Таврической губернии, Байтуркмен был включён в состав Урускоджинской волости Феодосийского уезда.
По Ведомости о числе селении, названиях оных, в них дворов… состоящих в Феодосийском уезде от 14 октября 1805 года , в деревне Бая-Туркмен числилось 15 дворов и 104 жителя. На военно-топографической карте генерал-майора Мухина 1817 года деревня Байтуркмен обозначена с 20 дворами. После реформы волостного деления 1829 года Байтукмень, согласно «Ведомости о казённых волостях Таврической губернии 1829 года», отнесли к Бурюкской волости (переименованной из Урускоджинской). Затем, видимо, вследствие эмиграции крымских татар в Турцию, деревня опустела и на карте 1836 года в деревне 9 дворов, а на карте 1842 года Байтуркмен обозначен условным знаком «малая деревня», то есть, менее 5 дворов. Если на карте 1865 года ещё обозначены остатки деревни Байтуркмен с мечетью и каким-то выселком, то на дополненной и исправленной карте 1876 года никаких следов деревни уже нет. В дальнейшем в доступных источниках не встречается.